# Орля (комуна)
Орля (рум. Orlea) — комуна у повіті Олт в Румунії. До складу комуни входять такі села (дані про населення за 2002 рік):
- Орля-Ноуе (911 осіб)
- Орля (1850 осіб)

Комуна розташована на відстані 157 км на південний захід від Бухареста, 75 км на південь від Слатіни, 77 км на південний схід від Крайови.

## Населення
За даними перепису населення 2002 року у комуні проживали 4707 осіб.
Національний склад населення комуни:
| Національність | Кількість осіб | Відсоток |
| -------------- | -------------- | -------- |
| румуни         | 4699           | 99,8%    |
| цигани         | 6              | 0,1%     |
| угорці         | 2              | < 0,1%   |

Рідною мовою назвали:
| Мова      | Кількість осіб | Відсоток |
| --------- | -------------- | -------- |
| румунська | 4705           | > 99,9%  |
| угорська  | 2              | < 0,1%   |

Склад населення комуни за віросповіданням:
| Релігія       | Кількість осіб | Відсоток |
| ------------- | -------------- | -------- |
| православні   | 4705           | > 99,9%  |
| римо-католики | 2              | < 0,1%   |